# Unformal
Unformal fue una banda azerí de rock formada en el año 2000 en la ciudad de Bakú. formada por la actriz y cantante Dilara Kazimova (vocal), Farida Nelson (guitarra, piano, corista), Orkhan Huseinov (bajo), Evgeniy Manukhin (batería), Igor Garanin (conocido como LooPer) (DJ, guitarra), Yashar Bakhish (guitarra) y Toro (teclados). 
Es considerada uno de los grupos más conocidos y de culto del rock en Azerbaiyán. el grupo solo sacó 2 álbumes de estudio y llegaron al éxito por la canción "Sonsuz Yol".

## Historia
Unformal fue fundada en 2000 por Rustam Mammadov y Ismayilov Novruz (parcialmente). Durante los primeros años de su existencia era conocida como una banda de hard rock. 
En el 2001 ganó Unformal ganó el concurso Azerbaijan Rock Award Competition. 
En el 2006 la vocalista Dilara Kazimova y el integrante Igor Garanin (LooPer) se unieron a la banda y desde entonces Unformal cambió su estilo musical haciéndolo más del rock alternativo y del metal con toques del rock progresivo. 
En marzo de 2007 el sencillo "Sonsuz Yol" fue aclamada por los oyentes, convirtiéndose en la canción mejor clasificada en Azerbaiyán, Ucrania y Turquía.
Unformal también tuvo lugar en la final nacional de Azerbaiyán en el Festival de Eurovisión de 2008 y se convirtió en segundo lugar después de Elnur Huseynov y Javadzadeh Samir.
En el 2009 Unformal término sus actividades del grupo trasladándose la vocalista Dilara al grupo de pop: Milk & Kisses.

## Integrantes

### Exintegrantes
- Dilara Kazimova - vocalista
- Farida Nelson - guitarra, piano, vocalista de apoyo
- Orkhan Huseinov - bajo
- Evgeniy Manukhin - batería
- Igor Garanin "LooPer" - DJ, guitarra
- Yashar Bakhisi - guitarra
- Rustam Mammadov - ?
- Ismayilov Novruz - ?
- Toro - teclados

## Discografía

### Álbumes de estudio
- 2003: "Norm of Reality"
- 2005: "Unformal"